# آصف شوکت
آصف شوکت از سران سیاسی و نظامی سوریه بود که از سپتامبر ۲۰۱۱ به معاونت وزیر دفاع منصوب شد و همچنین شوهرخواهر بشار اسد رئیس‌جمهور سوریه نیز بود.
وی متولد ۱۹۵۰ در طرطوس و کشته شده در ۱۸ ژوئیه ۲۰۱۲ در دمشق پایتخت سوریه در اثر یک بمب‌گذاری انتحاری در ساختمان شورای امنیت ملّی سوریه است.
وی یکی از طراحان تسلط سوریه بر لبنان در مقابل آمریکا بود و به همین دلیل نیز دارایی‌های وی در سال ۲۰۰۶ از طرف آمریکا بلوکه شد.

## زندگی
وی در یک خانوادهٔ متوسط علوی متولد شد. در دانشگاه دمشق تحصیل کرد و در دهه ۱۹۷۰ به ارتش سوریه پیوست. در دهه ۱۹۸۰ به بشرا اسد خواهر بشار اسد و تنها دختر حافظ اسد که در دانشگاه دمشق مشغول تحصیل در رشتهٔ داروسازی بود، معرفی شد. ازدواج این دو در میانه دهه ۱۹۹۰ با مخالفت شدید خانوادهٔ اسد که این ازدواج را مناسب نمی‌دانستند، (چون آصف شوکت یک افسر ساده ارتش و از خانواده‌ای متوسط بود و همچنین از ازدواج قبلی‌اش ۵ فرزند داشت و از بشرا نیز ده سال بزرگتر بود) مواجه شد؛ به‌ویژه برادر بزرگ بشار اسد یعنی باسل اسد با این ازدواج مخالف بود و حتی برای جلوگیری از ملاقات آصف شوکت با خواهرش، وی را دستگیر کرد، ولی درنهایت باسل در یک تصادف رانندگی کشته شد. یک سال پس از این حادثه، ازدواج صورت گرفت و شوکت توسط حافظ اسد بخشیده شد و به مقام سرلشگری رسید.
اختلافات همچنان ادامه داشت و حتی گفته شد که ماهر اسد برادر کوچکتر بشار اسد به وی تیراندازی کرد و در نتیجه، شوکت را برای درمان به بیمارستانی نظامی روانه پاریس کردند.
آصف شوکت ریاست سازمان اطلاعات ارتش سوریه را برعهده داشت و به‌طور رسمی از سال ۲۰۰۵ به این پست گمارده شد. وی پس از واقعه ۱۱ سپتامبر با سرویس‌های اطلاعاتی آمریکا همکاری می‌کرد که با تیره شدن روابط سیاسی دو کشور این همکاری هم به پایان رسید. در ماجرای ترور رفیق حریری نخست‌وزیر سابق لبنان از ماهر اسد و آصف شوکت به عنوان طراحان ترور نام برده می‌شود.
وی به دقت، نظم و سنجیدن امور در کارها معروف بود و می‌توانست میان کار سیاسی و کار نظامی و امنیتی، هماهنگی کاملی ایجاد کند. آصف شوکت توانسته بود با برخی از نیروهای نظامی جدا شده از نظام سوریه گفت‌وگو و ارتباط برقرار و آن‌ها را نسبت به بازگشت به ارتش سوریه قانع کند که در نتیجهٔ اقدامات وی بحران شهر زبدانی در سوریه خاتمه پیدا کرد.

## شایعه کشته شدن
در اواسط ماه مه ۲۰۱۲، گروه‌های شورشی، شایعه مسمومیت شوکت و درگذشت وی را منتشر کردند. چندی بعد شوکت در تلویزیون سوریه ظاهر شد.

## مرگ
او که در اواخر ماه مه از یک سوء قصد مسمومیت به همراه پنج تن دیگر از سران رژیم جان سالم به در برده بود که با قتل‌عام زنان و کودکان در کشتار حوله پاسخ داده شد، سرانجام در روز ۱۸ ژوئیه ۲۰۱۲ در جلسه‌ای که در ساختمان شورای امنیت ملّی سوریه برگزار می‌شد، به همراه داود راجحه وزیر دفاع، ژنرال جاسم الفریج وزیر سابق دفاع و همچنین حسن تورکمانی مشاور ارشد نظامی بشار اسد توسط یک بمب‌گذار انتحاری که گفته می‌شود محافظ شخصی وزیر دفاع بوده است، به قتل رسید.